# Гиягарамахі
Гиягарамахі (рос. Гиягарамахи) — село Акушинського району, Дагестану Росії. Входить до складу муніципального утворення Сільрада Нацинська.
Населення — 71 (2010).

## Населення
За даними перепису населення 2002 року в селі мешкало 90 осіб. В тому числі 43 (47,78 %) чоловіків та 47 (52,22 %) жінок.
Переважна більшість мешканців — даргинці (99 % від усіх мешканців). У селі переважає сирхінсько-тантинська мова.